# Iberville (circonscription provinciale)
Circonscription électorale provinciale du Canada
Iberville est une circonscription électorale provinciale du Québec. Cette circonscription majoritairement rurale porte le nom de sa localité principale, Iberville, maintenant intégrée à Saint-Jean-sur-Richelieu. 

## Historique
La circonscription fait partie des districts électoraux provinciaux créés à la confédération de 1867. Ses limites ont été modifiées à plusieurs reprises lors des différentes refontes de la carte électorale, soit en 1972, 1980, 1992, 2001 et 2011. Lors de cette dernière modification, la municipalité de Saint-Pie a été retranchée de la circonscription pour aller dans Saint-Hyacinthe.

## Territoire et limites
La circonscription d'Iberville est située dans la région de la Montérégie (et une mince partie dans celle de l'Estrie). Couvrant le territoire de 16 municipalités, elle s'étend sur 1 130,91 km2 et sa population électorale était, en 2017, de 47 685 électeurs. Les municipalités comprises dans la circonscription sont les suivantes :
- Ange-Gardien
- Henryville
- Marieville
- Mont-Saint-Grégoire
- Noyan
- Rougemont
- Saint-Alexandre
- Saint-Césaire
- Sainte-Angèle-de-Monnoir
- Sainte-Anne-de-Sabrevois
- Sainte-Brigide-d'Iberville
- Saint-Georges-de-Clarenceville
- Saint-Jean-sur-Richelieu (partie à l'est de la rivière Richelieu)
- Saint-Paul-d'Abbotsford
- Saint-Sébastien
- Venise-en-Québec

## Liste des députés

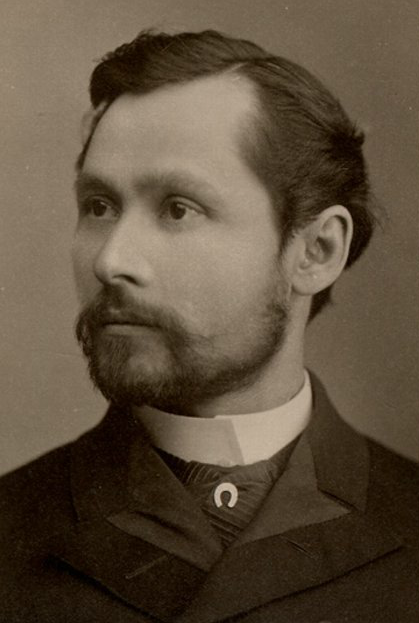
Georges Duhamel est député d'Iberville de 1886 à 1890 pour le Parti libéral du Québec

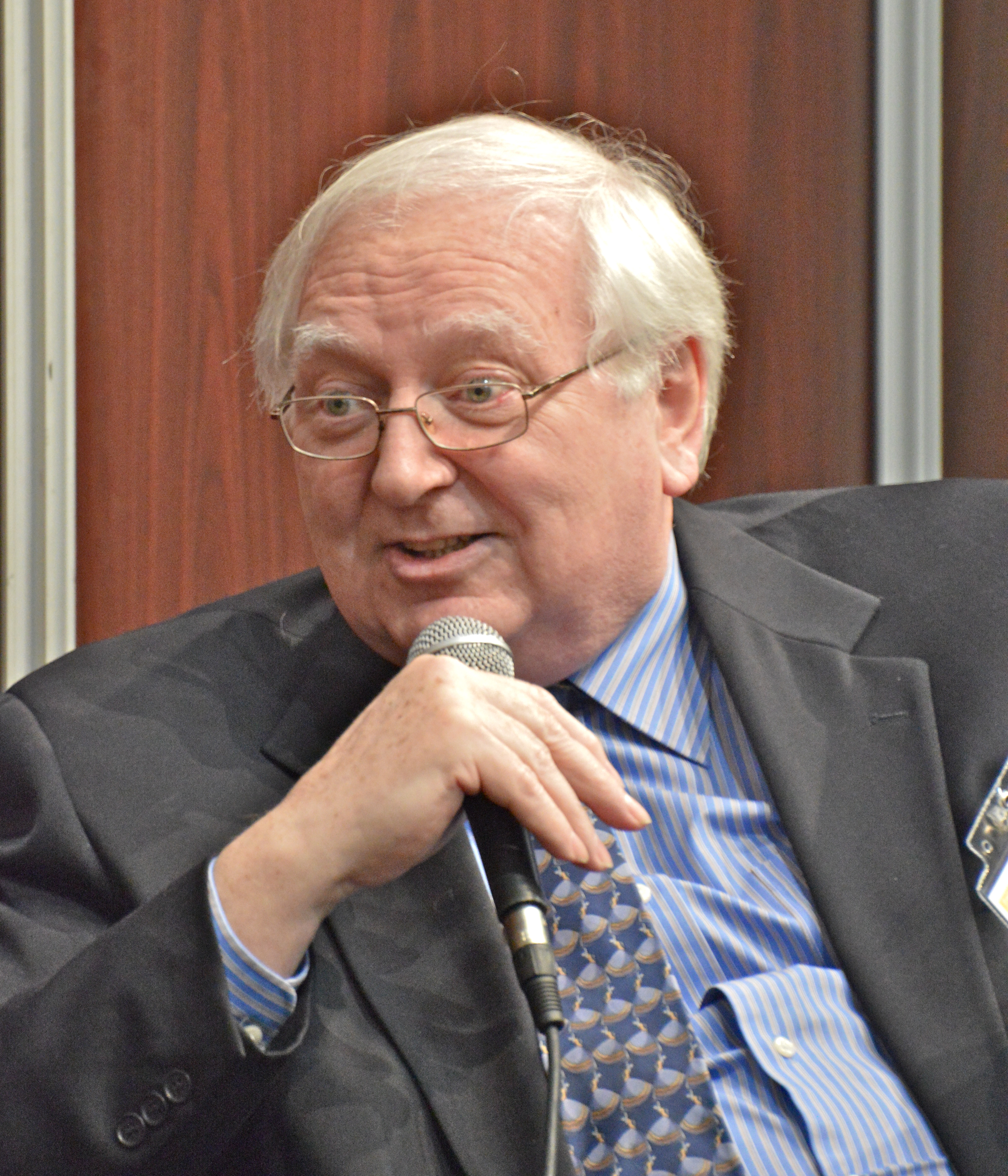
Richard Le Hir est député d'Iberville de 1994 à 1998 pour le Parti québécois

| Années | Années      | Député                   | Parti               |
| ------ | ----------- | ------------------------ | ------------------- |
|        | 1867 - 1871 | Louis Molleur            | Libéral             |
|        | 1871 - 1875 | Louis Molleur            | Libéral             |
|        | 1875 - 1878 | Louis Molleur            | Libéral             |
|        | 1878 - 1881 | Louis Molleur            | Libéral             |
|        | 1881 - 1886 | Alexis-Louis Demers      | Libéral             |
|        | 1886        | Alexis-Louis Demers      | Libéral             |
|        | 1886 - 1887 | Georges Duhamel          | National            |
|        | 1887 - 1890 | Georges Duhamel          | National            |
|        | 1890 - 1892 | François Gosselin        | Libéral             |
|        | 1892 - 1897 | François Gosselin        | Libéral             |
|        | 1897 - 1900 | François Gosselin        | Libéral             |
|        | 1900 - 1904 | François Gosselin        | Libéral             |
|        | 1904 - 1906 | François Gosselin        | Libéral             |
|        | 1906 - 1908 | Joseph-Aldéric Benoît    | Libéral             |
|        | 1908 - 1912 | Joseph-Aldéric Benoît    | Libéral             |
|        | 1912 - 1916 | Joseph-Aldéric Benoît    | Libéral             |
|        | 1916 - 1919 | Joseph-Aldéric Benoît    | Libéral             |
|        | 1919 - 1923 | Adélard Forget           | Libéral             |
|        | 1923 - 1927 | Lucien Lamoureux         | Libéral             |
|        | 1927 - 1931 | Lucien Lamoureux         | Libéral             |
|        | 1931 - 1935 | Lucien Lamoureux         | Libéral             |
|        | 1935 - 1936 | Lucien Lamoureux         | Libéral             |
|        | 1936 - 1939 | Lucien Lamoureux         | Libéral             |
|        | 1939 - 1944 | Émile Bonvouloir         | Libéral             |
|        | 1944 - 1948 | Yvon Thuot               | Union nationale     |
|        | 1948 - 1952 | Yvon Thuot               | Union nationale     |
|        | 1952 - 1956 | Yvon Thuot               | Union nationale     |
|        | 1956 - 1960 | Yvon Thuot               | Union nationale     |
|        | 1960 - 1962 | Laurent Hamel            | Libéral             |
|        | 1962 - 1966 | Laurent Hamel            | Libéral             |
|        | 1966 - 1970 | Alfred Croisetière       | Union nationale     |
|        | 1970 - 1973 | Alfred Croisetière       | Union nationale     |
|        | 1973 - 1976 | Jacques-Raymond Tremblay | Libéral             |
|        | 1976 - 1981 | Jacques Beauséjour       | Parti québécois     |
|        | 1981 - 1985 | Jacques Beauséjour       | Parti québécois     |
|        | 1985 - 1989 | Jacques Tremblay         | Libéral             |
|        | 1989 - 1994 | Yvon Lafrance            | Libéral             |
|        | 1989 - 1994 | Yvon Lafrance            | Action démocratique |
|        | 1994 - 1998 | Richard Le Hir           | Parti québécois     |
|        | 1998 - 2003 | Jean-Paul Bergeron       | Parti québécois     |
|        | 2003 - 2007 | Jean Rioux               | Libéral             |
|        | 2007 - 2008 | André Riedl              | Action démocratique |
|        | 2007 - 2008 | André Riedl              | Libéral             |
|        | 2008 - 2012 | Marie Bouillé            | Parti québécois     |
|        | 2012 - 2014 | Marie Bouillé            | Parti québécois     |
|        | 2014 - 2018 | Claire Samson            | Coalition avenir    |
|        | 2018 - 2021 | Claire Samson            | Coalition avenir    |
|        | 2021 - 2022 | Claire Samson            | Conservateur        |
|        | 2022 - ...  | Audrey Bogemans          | Coalition avenir    |

Légende : Les années en italiques indiquent les élections partielles.

## Résultats électoraux
| |
| - Union nationale (ancien) - Parti libéral - Parti québécois - Crédit social (ancien) - Action démocratique (ancien) - Québec solidaire - Coalition avenir - Parti conservateur |

## Référendums
|  | Référendum                     | % du OUI | % du NON | Taux de participation |
|  | Référendum de 1980             | 38,41 %  | 61,59 %  | 87,14 %               |
|  | Accord de Charlottetown (1992) | 37,29 %  | 62,71 %  | 83,83 %               |
|  | Référendum de 1995             | 56,28 %  | 43,72 %  | 93,90 %               |